# Oxylipeurus ellipticus
Oxylipeurus ellipticus är en insektsart som först beskrevs av Kéler 1958.  Oxylipeurus ellipticus ingår i släktet Oxylipeurus och familjen fjäderlöss. Inga underarter finns listade i Catalogue of Life.